# Markuška
Markuška (allemand : Martinshof, est un village de Slovaquie situé dans la région de Košice.

## Histoire
Première mention écrite du village en 1311.

## Démographie

### Évolution de la population
| Année:               | 1994. | 2004.   | 2014.   | 2024.    |
| -------------------- | ----- | ------- | ------- | -------- |
| Nombre de personnes: | 174   | 179     | 167     | 147      |
| Différence:          |       | +2,87 % | -6,70 % | -11,97 % |

| Année:               | 2023. | 2024. |
| -------------------- | ----- | ----- |
| Nombre de personnes: | 150   | 147   |
| Différence:          |       | -2 %  |